# 河田敬義
河田 敬義（かわだ ゆきよし、1916年1月15日 - 1993年10月28日）は、日本の数学者。東京大学名誉教授。第6代統計数理研究所所長。

## 経歴
1916年生まれ。 東京高等学校理科乙類で学び、1935年3月に卒業。同年4月、東京帝国大学理学部数学科に入学。1938年（昭和13年）3月に卒業し、4月より東京帝国大学大学院に進んだ。1938年4月、東京帝国大学理学部副手に採用される。1939年7月、同大学理学部助手に昇進。1939年7月、東京帝国大学大学院を退学した。1941年3月、 東京文理科大学講師に就いた。同年10月、助教授昇任。
太平洋戦争終結後の1945年12月、東京大学に学位論文を提出して理学博士の学位を取得。1950年3月、東京大学教養学部教授となった。1953年5月からは東京大学大学院担当（数物系数学専門課程）となる。1955年4月からは、東京大学理学部教授となり、数学第5講座ならびに第1講座を担当した。
1976年4月に東京大学を定年退官、同年5月から名誉教授となった。退官後は、同年4月より上智大学理工学部数学科教授となった。一方で、1971年3月から1974年2月まで第6代目統計数理研究所所長を併任し、第5研究部(予測・制御理論)の創設など、研究所の運営と発展に尽力した。1986年3月に上智大学を定年退職。

### 併任
- 1947年（昭和22年）7月 - 1949年（昭和24年）4月 統計数理研究所所員（文部技官）
- 1964年（昭和39年）4月 - 1965年（昭和40年）3月 京都大学数理解析研究所教授
- 1971年（昭和46年）3月 - 1974年（昭和49年）2月 統計数理研究所所長
- 1980年（昭和55年）4月 統計数理研究所名誉所員

### 非常勤講師
- 1955年（昭和30年）4月 - 1957年（昭和32年）3月 立教大学理学部（大学院）
- 1956年（昭和31年）2月 - 1956年（昭和31年）3月 広島大学理学部（集中講義）
- 1956年（昭和31年）7月 - 1956年（昭和31年）12月 金沢大学理学部（集中講義）
- 1956年（昭和31年）10月 愛媛大学理学部（集中講義）
- 1957年（昭和32年）4月 - 1958年（昭和33年）3月 京都大学理学部（集中講義）
- 1958年（昭和33年）4月 - 1959年（昭和34年）3月 立教大学理学部
- 1958年（昭和33年）12月 - 1959年（昭和34年）2月 金沢大学理学部（集中講義）
- 1964年（昭和39年）10月 - 1965年（昭和40年）3月 九州大学理学部（集中講義）
- 1972年（昭和47年）12月 静岡大学理学部（集中講義）
- 1973年（昭和48年）4月 - 1975年（昭和50年）3月 東京理科大学理工学部
- 1982年（昭和57年）10月 - 1983年（昭和58年）3月 山口大学理学部（集中講義）

## 各種委員等

### 国内
- 1954年（昭和29年）9月 - 1956年（昭和31年）8月 統計数理研究所評議員（文部省）
- 1955年（昭和30年） 代数的整数論国際会議組織委員
- 1960年（昭和35年）7月 - 1975年（昭和50年）3月 日本学術会議数学研究連絡委員
- 1964年（昭和39年）3月 - 1965年（昭和40年）8月 国家公務員採用上級試験専門委員（人事院）
- 1966年（昭和41年）4月 - 1967年（昭和42年）4月 （社）日本数学会理事長
- 1967年（昭和42年）11月 - 1969年（昭和44年）10月 教科書用図書検定調査審議会委員（文部省）
- 1968年（昭和43年）4月 - 1969年（昭和44年）4月 （社）日本数学会理事長
- 1969年（昭和44年） 関数解析国際会議組織委員
- 1969年（昭和44年）4月 - 1977年（昭和52年）3月 京都大学数理解析研究所運営委員（文部省）
- 1972年（昭和47年）8月 - 1978年（昭和53年）3月 大学設置審議会専門委員（文部省）
- 1973年（昭和48年） 多様体論国際会議組織委員
- 1973年（昭和48年）1月 - 1975年（昭和50年）3月 統計数理研究所評議員（文部省）
- 1973年（昭和48年）9月 - 1981年（昭和56年）3月 一般教育視学委員（文部省）

### 国際
- 1970年（昭和45年）1月 - 1974年（昭和49年）12月 Member of Executive Committee of IMU (International Mathematical Union)
- 1974年（昭和49年）10月 - 1978年（昭和53年）8月 Member of Consultative Committee of International Congress in 1978 at Helsinki
- 1975年（昭和50年）1月 - 1979年（昭和54年）12月 Secretary of ICMI (International Commission on Mathematical Instruction)
- 1975年（昭和50年）1月 - 1978年（昭和53年）12月 Member of Executive Committee of IMU
- 1978年（昭和53年）8月 - 1993年（昭和 5年）10月 Member of Advisory Committee of SAMS (Southeast Asia Mathematical Society)
- 1979年（昭和54年）1月 - 1982年（昭和57年）12月 Member of ICMI

## 所属学会
- （社）日本数学会 理事長、理事、評議員、数学編集委員、Journal編集委員、監事等を務める。
- 日本数学教育学会
- 日本科学教育学会
- 日本統計学会

## 海外渡航および短期出張
- 1952年（昭和27年）7月 - 1954年（昭和29年）5月 アメリカ合衆国 Princeton 高級研究所 (Member)、Tateとのlass formationの共同研究
- 1962年（昭和37年）4月 - 10月 ブラジル（バイーア大学他）およびアメリカ合衆国（ジョンズ・ホプキンス大学、ハーバード大学等）
- 1966年（昭和41年）8月（4週間）ソビエト（Moscow Congress およびIMU総会出席）他ヨーロッパ諸国
- 1969年（昭和44年）7月 - 8月（5週間） アメリカ合衆国（AMS (American Mathematical Society) 夏期研究会）、（Suny at Stony Brook 出席）
- 1971年（昭和46年）5月（8日間） スイス（Zurich IMU Executive Committee出席）
- 1972年（昭和47年）6月（9日間） イギリス（London IMU Executive Committee出席）
- 1973年（昭和48年）5月（ 8日間） ドイツ（Frankfurt IMU Executive Committee出席）
- 1974年（昭和49年）3月（14日間） スイス（Zurich IMU Executive Committee出席 および ETH）
- 1974年（昭和49年）8月（18日間） カナダ（IMU Vancouver Congress IMU および総会出席）
- 1976年（昭和51年）5月（ 6日間） フィンランド（Helsinki Consultative Committee of International Congress 出席）
- 1976年（昭和51年）8月（16日間） ドイツ（Karlsruhe ICMI Congress 出席）
- 1977年（昭和52年）9月（10日間） フランス（Paris ICMI Consultative Committee of International Congress 出席）
- 1978年（昭和53年）8月（18日間） フィンランド（IMU Helsinki Congress IMU および総会出席）
- 1979年（昭和54年）2月（ 9日間） フィリピン（Manila 学術調査（日本学術振興会））

## 受賞・栄典
- 1977年11月3日：紫綬褒章を受章[1]。
- 1986年11月3日：勲二等旭日瑞光章を受章[1]。
- 1993年10月28日：正四位叙位。

## 研究内容・業績
- 代数的整数論から確率論に至る数学の幅広い分野で重要な業績を残し、特に類体の理論を代数体だけでなくアーベル拡大の理論に適用して類体論を再構成した[1]。

## 著作等

### 著書
- 『確率論』共立出版 1948
- 『自然数論』河出書房 1948
- 『積分論』東海書房 1950
- 『数理統計：基礎課程』裳華房 1951（丸山文行と共著）
- 『解析幾何学』丸善出版 1951（田村二郎・岩堀長慶と共著）
- 『微分式論：（Grassmann代数とLie群）』河出書房 1951
- 『位相幾何学』朝倉書店 1952（竹内外史と共著）
- 『位相数学』共立出版 1956
- 『代数的整数論』共立出版 1957
- 『積分論』共立出版 1959
- 『位相解析の基礎』岩波書店 1960（吉田耕作・岩村聯と共著）
- 『数理統計：大学演習』裳華房 1962（丸山文行・鍋谷清治と共著）
- 『位相幾何学』（現代数学演習叢書）岩波書店 1965（編）
- 『現代数学概説II』岩波書店 1965（三村征雄と共著）
- 『数理統計：基礎課程』裳華房 1966（丸山文行と共著）
- 『位相幾何学』朝倉書店 1967（大口邦雄と共著）
- 『代数曲線論入門』至文堂 1968
- 『自然数論』森北出版 1968
- 『位相幾何学演習』朝倉書店 1968（大口邦雄と共著）
- 『現代数学小径』日本評論社 1974
- 『1930年以前のアメリカ数学小史』上智大学数学講究録 1985
- 『ガウスの楕円関数論』上智大学数学講究録 1986
- 『標数pの局所類体論』上智大学数学講究録 1989（関口晃司と共著）
- 『線型空間・アフィン空間』岩波書店 1990（伊原信一郎と共著）
- 『ホモロジー代数』岩波書店 1990
- 『数学の歴史Ⅶa、19世紀の数学、整数論』共立出版 1992
- 『数論（古典数論から類体論へ）』岩波書店 1992
- 『日本の数学百年史 付録 1、1945年以前の欧文論文目録』上智大学講究録 1993

### 編集
- 『岩波数学辞典（第2版）』岩波書店 1968（日本数学会編集）
- 『Encyclopedic Dictionary of Mathematics』MIT Press 1977（弥永昌吉と連名）
- 『日本の数学百年史 上・下』岩波書店 1983-1984
- 『追想高木貞治先生』高木貞治先生生誕百年記念会 1986

### 雑誌編集
- 1958年（昭和33年） - 1975年（昭和50年） Annals of Mathematics (Associate Editor)
- 1969年（昭和44年） - 1982年（昭和57年） Journal of Number Theory (Editor)
- 1977年（昭和53年）[いつ?] - 1987年（昭和62年） Tokyo Journal of Mathematics (Editor in chief)